# Аконитин
Аконити́н — органическое соединение, чрезвычайно токсичный алкалоид растений рода Аконит (борец), нейротоксин. Растительный яд небелковой природы, содержащиеся в различных видах аконита (Aconitum), во всех его частях, особенно в листьях и корнях.
Близкий ему по свойствам алкалоид зонгорин C22H31NO3 обладает сходными свойствами, но меньшей токсичностью.

## Биосинтез и синтез связанных алкалоидов
Аконитин синтезируется борцем через путь синтеза изопреноидов. Примерно 700 встречающихся в природе C19-дитерпиноидных алкалоидов были выделены и определены, но полностью выяснены пути биосинтеза лишь немногих алкалоидов.  
Также несколько алкалоидов аконитинового семейства были синтезированы в лаборатории. А точнее, несмотря на не одну сотню лет, прошедшую с изоляции, прототипный член семьи нордитерпиноидных алкалоидов, аконитин, представляет собой редкий экземпляр хорошо узнаваемого продукта, не поддающегося полному синтезу.  

## Физико-химические свойства
Химическая молекулярная формула — C34H47NO11. Молярная масса — 645,74 г/моль. 
На внешний вид тонкие, белые кристаллы, растворимые в хлороформе, бензоле, слабо в спирте и эфире, очень слабо в воде (226 мг/л при 22 С).

## Физиологические свойства
Обладает судорожно-паралитическим действием, которое обусловлено стойким повышением натриевой проницаемости возбудимых (нервных и мышечных) мембран и их деполяризации вследствие этого. LD50: 0,035 мг/кг (собаки, внутривенно); 0,25—0,4 мг/кг (собаки, с пищей); 0,7 мг/кг (человек, перорально); 0,25 мг/кг (крысы, внутрибрюшинно).
При нанесении на кожу вызывают зуд с последующей анестезией.
Быстро поглощается через слизистые и кожу, очень быстро кишечником.
При приёме внутрь наблюдается:
- зуд в различных участках тела;
- парестетические ощущения;
- учащение и затем замедление дыхания;
- понижение температуры тела и озноб;
- обильное потовыделение, слюнотечение[1];
- боль в области сердца и аритмия (вплоть до фибрилляции желудочков);
- паралич скелетных мышц и прогрессирующая адинамия;
- расширение зрачков и нарушение цветовосприятия;
- головокружение;
- мышечные фибрилляции и судороги конечностей.

Смерть наступает в результате остановки сердца и паралича дыхания. 
С древности использовался в качестве яда, что отражено в стихах Овидия.
Известные люди, погибшие от аконитина:
- Руфус Буш[англ.] — непреднамеренное отравление.
- Абдель Хаким Амер — самоубийство[2].
- Аконитин испытывался лабораторией ядов НКВД под руководством Майрановского на заключённых (источник не указан, так как его нет).
- В январе 1944 г. у арестованного германскими спецслужбами в районе Минска советского агента были изъяты пистолетные патроны калибром 7,65 мм с пулями снаряженными аконитином[3].

В опытах на животных было найдено антидотное действие лаппаконитина гидробромида при отравлениях аконитином.

## Юридический статус
Входит в список сильнодействующих и ядовитых веществ (Постановление правительства РФ №964 от 29.12.2007) для целей статьи 234 уголовного кодекса РФ.